# John Cardy
John Lawrence Cardy (* 19. März 1947 in England) ist ein britischer theoretischer Physiker, der sich insbesondere mit zweidimensionalen kritischen Phänomenen und Perkolation in statistischer Mechanik unter Anwendung von Konformen Feldtheorien beschäftigt.

## Leben
Cardy studierte an der Universität Cambridge, wo er 1968 seinen Bachelorabschluss machte und 1971 promoviert wurde. Ab 1977 war er an der University of California, Santa Barbara. 1978 erhielt er ein Forschungsstipendium der Alfred P. Sloan Foundation (Sloan Research Fellowship). 1993 wurde er Professor an der Universität Oxford am Rudolf Peierls Centre for Theoretical Physics. Er war auch am CERN.
Eine von ihm 1988 aufgestellte Vermutung (a-Theorem), die das c-Theorem von Alexander Zamolodchikov auf vier Dimensionen verallgemeinert und die Irreversibilität der Renormierungsgruppe von Quantenfeldtheorien betrifft, wurde 2011 von Zohar Komargodski und Adam Schwimmer bewiesen.
Cardy war 1985 Guggenheim Fellow. Er ist seit 1991 Fellow der Royal Society. 2000 erhielt er die Dirac-Medaille (IOP), 2004 den Lars-Onsager-Preis, 2010 die Boltzmann-Medaille und 2011 mit Édouard Brézin und Alexander Zamolodchikov die Dirac-Medaille (ICTP). Für 2024 wurde ihm gemeinsam mit Alexander Zamolodchikov der Breakthrough Prize in Fundamental Physics zugesprochen.

## Schriften
- Scaling and renormalization in statistical physics. Cambridge University Press, 1996
- mit Krzysztof Gawedzki, Gregory Falkovich: Non equilibrium statistical mechanics and turbulence. London Mathematical Society Lecturenotes, Cambridge University Press, 2008
- Conformal Invariance and Statistical Mechanics. In: Les Houches Lectures, Band 49, 1988
- Herausgeber: Finite Size Scaling. Elsevier, 1988
- Cardy: Conformal Invariance in Percolation, Self-Avoiding Walks and Related Problems. 2002, arxiv:cond-mat/0209638
- Cardy: Conformal field theory and statistical mechanics. In: Les Houches Lectures, 2008 arxiv:0807.3472
- Cardy, Pasquale Calabrese: Entanglement entropy and conformal field theory. In: J. Phys., A, 42, 2009 (Entanglement Entropie in Vielteilchensystemen),arxiv:0905.4013
- Cardy: Entanglement entropy in extended quantum systems. 2007, arxiv:0708.2978